# هشام فايق
هشام فايق (بالفرنسية: Hicham Faik)‏ مواليد 19 مارس 1993 في لاهاي، هو لاعب كرة قدم هولندي من أصول مغربية يلعب مع نادي البكيرية كلاعب وسط.

## المسيرة الاحترافية

### أندية لعب لها
- رودا كيركراده
- نادي إكسلسيور
- زولته فاريجيم
- نادي هيرنفين
- الفيصلي السعودي
- الاهلي السعودي
- البكيرية السعودي

## روابط خارجية
- هشام فايق على موقع قاعدة بيانات كرة القدم.إي يو (الإنجليزية)
- هشام فايق على موقع Soccerway.com (الإنجليزية)
- هشام فايق على موقع عالم كرة القدم.نت (الإنجليزية)